# Žena sa slomljenim nosom
Žena sa slomljenim nosom (srp. Жена са сломљеним носем) je srpski film iz 2010. godine. Režirao ga je Srđan Koljević, koji je napisao i scenarij.

## Nagrade
- Film je premijerno prikazan na Filmskom festivalu Cinema city u Novom Sadu 10. lipnja 2010. godine, na kome je i pobijedio kao najbolji film u selekciji Nacionalna klasa, Srđan Koljević je dobio nagradu za najbolji scenarij, a Nebojša Glogovac za najbolju mušku ulogu.
- Film je osvojio i prestižnu nagradu za najbolji film "Zlatno Oko", na festivalu u Zurichu 2010. (Švicarska), kao i nagradu publike mladih na Festivalu Mediteranskog filma u Montpellieru (Francuska).
- 2011. film je osvojio Grand Prix na Festivalu europskog filma u Lecceu (Italija) (Zlatna maslina za najbolji film), kao i nagradu publike na istom festivalu. Na Festivalu Europskog Filma FESTROIA u Portugalu, Nebojša Glogovac je dobio nagradu za najbolju mušku ulogu (Srebreni delfin). Film je ukupno dobio 14 međunarodnih i domaćih nagrada.
- Na festivalu glumačkih ostvarenja u Nišu, Branka Katić je dobila nagradu za najbolju žensku ulogu, a Nebojša Glogovac festivalski Grand Prix za najbolje glumačko ostvarenje.